# 2С15
2С15 «Норов» — опытная советская самоходная артиллерийская установка (САУ). Создана на базе самоходной гаубицы 2С1. Серийно не производилась.

## История создания
В середине 70-х годов XX века обозначились новые требования к противотанковым средствам. Противотанковая САУ (СПТП) должны были быть мобильными, иметь возможность участия в контратаках и поражать танки на значительных расстояниях от огневой позиции. Поэтому решением военно-промышленного комплекса СССР от 17 мая 1976 года группе предприятий было выдано задание на разработку лёгкого 100-мм самоходного противотанкового орудия. В состав орудия должен был входить автоматический радиолокационный комплекс управления огнём. В качестве базы предполагалось использовать самоходную гаубицу 2С1. 
Проект получил кодовое имя «Норов».
Головным предприятием был назначен Юргинский машиностроительный завод. За автоматический радиолокационный комплекс отвечало тульское ОКБ НИИ «Стрела».
Опытные образцы СПТП 2С15 должен был изготовить[когда?] завод «Арсенал». Но производство завода в указанные сроки не уложилось, поэтому сроки предъявления комплекса были сдвинуты на 1981 год. Однако и к этому сроку опытные образцы не были готовы. 
Испытания комплекса начались только в 1983 году. К этому времени обнаружились проблемы и недоработки и у других соисполнителей САУ. Испытания были закончены в 1985 году. Но в это время на вооружение ряда стран поступили новые образцы танков, против лобовой брони которых 100-мм артиллерия была малоэффективна. Поэтому комплекс «Норов» был признан бесперспективным, и все работы по этой теме решением военно-промышленного комплекса СССР от декабря 1985 года были закрыты.